# Ofcom
Office of Communications, powszechnie znany jako Ofcom – organ państwowy istniejący w Wielkiej Brytanii kontrolujący i nadzorujący rynek mediów i telekomunikacji. W 2003 roku zastąpił i przejął uprawnienia 5 istniejących wcześniej urzędów:
- Broadcasting Standards Commission
- Independent Television Commission
- Office of Telecommunications (Oftel)
- Radio Authority
- Radiocommunications Agency

System regulacji zbudowany wokół Ofcom jest charakterystyczny dla mediów publicznych i komercyjnych. Charakteryzuje się minimalną ingerencją regulatora i naciskiem na samokontrolę nadawcy. Ofcom dba o przestrzeganie standardów jakości i przyzwoitości w mediach, o dobrą kondycję ekonomiczną mediów elektronicznych i telekomunikacji. 
Zadania ogólne Ofcom wynikają z Office Communication Act z 2002 roku. Przewiduje on:
- ochronę konsumentów
- zapewnienie optymalnego wykorzystania częstotliwości radiowych
- ochronę odbiorców przed szkodliwym działaniem mediów
- ochronę osób fizycznych i prawnych przed nieuczciwym potraktowaniem w programach telewizyjnych i radiowych